# Iole olivacea
A Iole olivacea a verébalakúak (Passeriformes) rendjébe, ezen belül a bülbülfélék (Pycnonotidae) családjába és a Iole nembe tartozó faj. 20 centiméter hosszú. Brunei, Indonézia, Malajzia, Mianmar, Szingapúr és Thaiföld szubtrópusi és trópusi alacsonyan fekvő nedves erdőiben él. Gyümölcsökkel és rovarokkal táplálkozik. Élőhelyének csökkenése miatt mérsékelten fenyegetett.

## Alfajok
- I. o. olivacea (Blyth, 1844) – dél-Mianmar, dél-Thaiföld, Malajzia félszigeti része, Riau-szigetek, Szumátra;
- I. o. charlottae (Finsch, 1867) – Anambas-szigetek, észak-Natunas-szigetek, Borneó.

## Fordítás
- Ez a szócikk részben vagy egészben  a   Buff-vented bulbul című angol Wikipédia-szócikk fordításán alapul.  Az eredeti cikk szerkesztőit annak laptörténete sorolja fel. Ez a jelzés csupán a megfogalmazás eredetét és a szerzői jogokat jelzi, nem szolgál a cikkben szereplő információk forrásmegjelöléseként.